# Enurta
Enurta, a veces descrito con el nombre de Ninurta, era el dios sumerio de la guerra. Es el hijo de Enlil y está casado con Gula. En ocasiones, Ninib también es llamado Enurta.
Creía que la gente mortal no valía la pena. Pero con su odio a los mortales, Enurta amaba a su pueblo y lo protegía con valor e inteligencia. Se decía que Enurta se enojaba al ver que los mesopotámicos peleaban entre sí, y mandaba truenos y plagas al mundo mortal.